# Camarophyllopsis
Camarophyllopsis Herink (kopułeczek) – rodzaj grzybów z rzędu pieczarkowców (Agaricales).

## Systematyka i nazewnictwo
Pozycja w klasyfikacji: Clavariaceae, Agaricales, Agaricomycetidae, Agaricomycetes, Agaricomycotina, Basidiomycota, Fungi (według Index Fungorum).
Takson utworzył w 1958 r. Josef Herink. Synonimy naukowe:
- Hodophilus R. Heim,
- Hodophilus R. Heim
- Hygrotrama Singer[2].

Polską nazwę podała Barbara Gumińska w 1997 r.
W 2024 r. 'na Index Fungurum jest 12 gatunków zaliczanych do tego rodzaju. Gatunki występujące w Polsce:
- Camarophyllopsis schulzeri (Bres.) Herink 1958 – kopułeczek łąkowy

Nazwy naukowe na podstawie Index Fungorum. Nazwy polskie według Władysława Wojewody.